# Abborrtjärnen (Häggdångers socken, Ångermanland)
Abborrtjärnen är en sjö i Härnösands kommun i Ångermanland och ingår i Gådeån-Indalsälvens kustområde.